# WinBuilder
WinBuilder es una aplicación gratuita diseñada para crear y personalizar los discos de arranque (Live CDs) basado en Microsoft Windows.
La principal ventaja de WinBuilder es la relativa facilidad de uso, GUI, y el esfuerzo de la comunidad en curso para automatizar aún más el desarrollo y la personalización de estos discos de arranque.
Los discos de arranque se basan en proyectos y secuencias de comandos que puede producir resultados muy diferentes, dependiendo de los resultados que esperan los usuarios finales. 

## Proyectos Disponibles Actualmente
- VistaPE Basado en Windows PE 2.0 (incluido en Windows Vista DVD y WAIK)
- NativeEx - Pequeño disco de arranque de Windows XP PE (~50Mb)
- LiveXP - Basado en nativeEx, contiene un gran archivo de programas dirigidos a la reparación de computadoras y administración.
- UXP - Basado en Windows XP para hacer un CD de arranque múltiple / DVD que incluye la LiveXP y winroot (también para la personalización de CD / DVD, hay otras aplicaciones utilizadas, como Nlite, etc.
- PicoXP - Minimalista disco de inicio de 14 MB basado en XP
- ReactOS live CD - Basado en el código abierto de ReactOS
- BartPEcore - Correr BartPE dentro de un entorno winbuilder
- NaughtyPE - Disco de arranque de Windows XP PE con soporte de sonido y otras funciones multimedia.
- Win7PE - Live CD/DVD de Windows 7

Todos estos proyectos se han desarrollado y distribuido libremente y con el objetivo de ofrecer una alternativa a otras populares distribuciones Live CD basadas en Linux como Knoppix, Slax, Damn Small Linux, que son conocidos por su uso en el rescate o actuaciones administrativas en los ordenadores.